# Tomat
Tomat (Solanum lycopersicum) er en enårig urt med en opret, men senere nedliggende vækst. De gule blomster er samlet i små stande. Frugterne er store bær, som først er lysegrønne, men som bliver gule, orangerøde eller røde ved modenhed. Planten bliver dyrket på grund af disse frugter. Alle dele af planten er giftige, med undtagelse af frugterne (tomaterne).
Tomaten er en frugt, men handelsmæssigt er den en grøntsag. USA's højesteret har i sagen 'Nix v. Hedden' tilbage i 1893 afgjort, at tomaten er grøntsag, selvom den botanisk set er en frugt.
Tomaten (frugten på planten) har et vandindhold på over 90 %. Frøene passerer uskadt gennem dyrs og menneskers tarm, hvad man kan se på slamdepoter fra renseværkerne.

## Verdensproduktion
| Top 10 producenter af tomat 2018 | Top 10 producenter af tomat 2018 |
| Land                             | Produktion (Ton)                 |
| -------------------------------- | -------------------------------- |
| Kina                             | 61.523.462                       |
| Indien                           | 19.377.000                       |
| USA                              | 12.612.139                       |
| Tyrkiet                          | 12.150.000                       |
| Egypten                          | 6.624.733                        |
| Iran                             | 6.577.109                        |
| Italien                          | 5.798.103                        |
| Spanien                          | 4.768.595                        |
| Mexico                           | 4.559.375                        |
| Brasilien                        | 4.110.242                        |

## Beskrivelse
Tomat er en enårig plante med en opret, men senere nedliggende vækst. Stængler og blade er tæt besat med hår og kirtler. Bladene sidder spredt, og de er fligede med helrandede lapper. Over- og underside er ensartet grågrønne.
Blomstringen indledes så snart planten har samlet kraft nok, og den fortsætter helt ind i efteråret. Blomsterne er samlet i små stande, som dannes i bladhjørnerne. De enkelte blomster er gule og regelmæssige. Frugterne er store bær, som først er lysegrønne, men som bliver gule, orangerøde eller røde ved modenhed.
Rodsystemet er kraftigt, men må ofte give op overfor plantens store vandbehov, når den dyrkes under glas.
Højde x bredde og årlig tilvækst: 2 x 0,5 meter (200 x 50 cm/år).

## Hjemsted
Tomatplanten er hjemmehørende langs vandløb i Andesbjergene, hvor den er pionerplante på gruset, veldrænet bund.
Den dyrkede tomats hjemsted lader sig ikke længere finde, men en meget nær slægtning eller muligvis en del af tomatens oprindelse, Solanum pimpinellifolium, vokser i vådområdet Zona Reservada Pantanos de Villa, som ligger nær Stillehavskysten i distriktet Chorrillos syd for Lima, Peru. Her findes den sammen med bl.a. tagrør, vandkrans, bermudagræs, butbladet azolla, Equisetum giganteum (en padderokkeart), Galium hypocarpium (ensnerreart), Lythrum maritimum (en kattehaleart), muslingeblomst, parasolplante, Polygonum hydropiperoides (en pileurteart), Roppia maritima (en guldkarseart), spinkel vandaks, storfrugtet natskygge og Vigna luteola (en bønneart)

## Domesticering og forædling
De kendte tomatsorter er efterkommere af kromosomfordoblede planter, som blev dyrket i Sydamerika før europæernes ankomst. Efter 1492 blev den bragt til Europa af de opdagelsesrejsende sammen med mange andre "nye" planter som majs, kartoffel og tobak.

## Anvendelse
Tomaten har et højt indhold af A- og C-vitamin. Tomater anvendes i madlavning, og den bruges i vidt omfang i fødevareindustrien til fremstilling af en lang række færdigretter, jf. ketchup, chutney, tomatkoncentrat og diverse færdigretter foruden tomatsovs og tomatsuppe.
En gensplejset tomat med et højt indhold af flavonoider er udviklet, men er ikke markedsført.
Der findes mange forskellige sorter, for eksempel kan nævnes cherrytomater, blommetomater og bøftomater.
Under festivalen Tomatina i den spanske by Buñol i Valencia-regionen deltager omkring 30-40.000 i omfattende tomatkampe under den årlige festival, der afvikles sidste onsdag i august og involverer anvendelsen af omkring 120 tons tomater.